# Swetlana Alexandrowna Kusnezowa

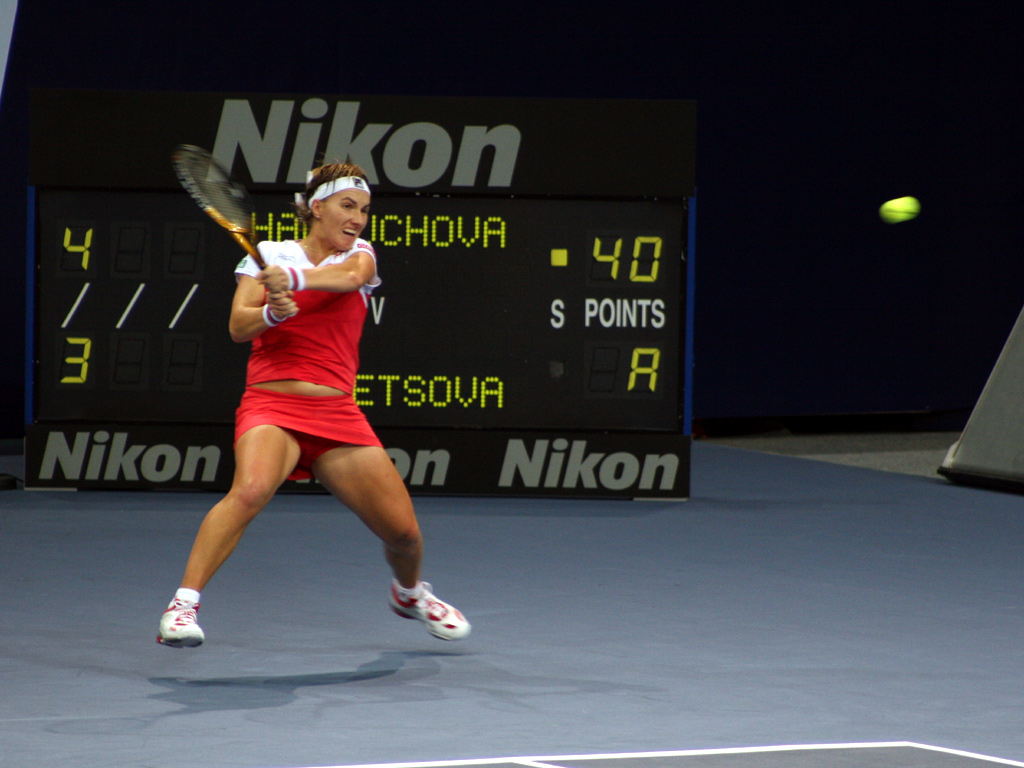
2006 bei den Zurich Open

Swetlana Alexandrowna Kusnezowa (russisch Светлана Александровна Кузнецова, wiss. Transliteration Svetlana Alexandrovna Kuznecova; * 27. Juni 1985 in Leningrad, Sowjetunion) ist eine ehemalige russische Tennisspielerin. Die zweifache Grand-Slam-Siegerin im Einzel war im September 2007 die Nummer 2 der Welt.

## Persönliches
Sie ist die Tochter von Alexander Kusnezow, der insgesamt fünf Radsportler zu Olympiasiegen und Weltmeisterschaften führte. Er trainierte auch Swetlanas Mutter, Galina Zarjowa, sechsfache Weltmeisterin und 20-fache Weltrekordhalterin, und Bruder Nikolai Kusnezow, Silbermedaillengewinner bei den Olympischen Spielen 1996 in Atlanta.

## Karriere

### Juniorenlaufbahn und frühe Jahre: 2001 bis 2003
Kusnezowa, die im Alter von sieben Jahren mit dem Tennisspielen begann, erreichte 2002 mit Platz drei in der Junioren-Tennisweltrangliste ihre höchste Platzierung. Im Jahr zuvor gewann sie den renommierten Banana Bowl und triumphierte gemeinsam mit Galina Fokina in der Juniorinnen-Doppelkonkurrenz der US Open 2001. Daneben debütierte sie als Qualifikantin in Madrid auf der WTA-Tour, wo sie nach einem Sieg gegen Virginia Ruano Pascual auf Anhieb die zweite Runde erreichte, in der sie Lisa Raymond unterlag.
Bei den Australian Open 2002 gelang ihr erstmals die Qualifikation für das Hauptfeld eines Grand-Slam-Turniers. Dort schlug sie zum Auftakt Cho Yoon-jeong, bevor sie in der zweiten Runde an Iroda Toʻlaganova scheiterte. Im selben Jahr errang sie in Eespo noch einen Sieg im Endspiel über Denisa Chládková sowie in Bali, wo sie im Finale Conchita Martínez in drei Sätzen bezwingen konnte, ihre ersten beiden Einzeltitel auf der WTA-Tour und beendete die Saison erstmals unter den besten 50 der Weltrangliste. An der Seite von Arantxa Sánchez Vicario gewann sie in Eespo zudem noch den Doppelwettbewerb und sicherte sich zusammen mit ihr zwei weitere Titel in Sopot und Tokio. Ihr bis dahin bestes Grand-Slam-Ergebnis erzielte sie in New York, wo sie aus der Qualifikation heraus erstmals in die dritte Runde vorrückte, in der sie gegen Silvia Farina Elia verlor.
In Wimbledon erreichte Kusnezowa im darauffolgenden Jahr nach einem Erfolg über Marija Scharapowa zum ersten Mal das Viertelfinale, doch schied sie dort, wie auch im Halbfinale von San Diego, gegen Justine Henin-Hardenne aus. Der Aufstieg in die absolute Weltspitze gelang Kusnezowa jedoch zunächst im Doppel.
Gemeinsam mit Martina Navratilova konnte sie 2003 mit Gold Coast, Dubai und Leipzig sowie den zwei Tier-I-Turnieren in Rom und Toronto gleich fünf WTA-Titel gewinnen und sich erstmals für die WTA Championships 2003 in Los Angeles qualifizieren; im Halbfinale unterlagen die beiden dort wie auch im Endspiel der US Open Virginia Ruano Pascual und Paola Suárez. Das Jahr beendete sie auf Platz sieben der Doppelweltrangliste.

### Internationaler Durchbruch: 2004
Zum Saisonauftakt 2004 rückte sie nacheinander in Dubai und Doha jeweils ins Endspiel vor, verlor jedoch beide Male gegen Justine Henin-Hardenne sowie Anastassija Myskina. Auch im Endspiel von Warschau musste sie sich Venus Williams geschlagen geben, bevor sie in Eastbourne gegen Daniela Hantuchová ihren dritten WTA-Einzeltitel gewinnen konnte. Bei den Olympischen Spielen in Athen kam sie im Einzelwettbewerb ins Viertelfinale, in dem sie Amélie Mauresmo unterlag, im Doppel scheiterte sie als Topgesetzte an der Seite von Jelena Lichowzewa, mit der sie zuvor in Gold Coast und Doha zweimal auf der WTA-Tour triumphierte und bei den Australian Open, French Open und US Open jeweils das Finale erreichte, bereits im Achtelfinale an Nathalie Dechy und Sandrine Testud.
Ihren endgültigen Durchbruch im Einzel feierte Kusnezowa 2004 bei den US Open, als sie im zweiten rein russischen Finale eines Grand-Slam-Turniers ihre Landsfrau Jelena Dementjewa mit 6:3, 7:5 besiegte. Sie war im Jahr 2004 nach Anastassia Myskina bei den French Open und Marija Scharapowa in Wimbledon bereits die dritte Russin in Folge, die ein Grand-Slam-Turnier gewann. Anschließend siegte sie durch einen Finalerfolg gegen Marlene Weingärtner zum zweiten Mal nach 2002 in Bali und erreichte das Finale in Peking, in dem sie Serena Williams in drei Sätzen unterlag. Am Ende des Jahres trat sie bei den WTA Championships sowohl im Doppel als auch erstmals im Einzel an, schied aber nach einem Sieg über Wera Swonarjowa sowie zwei Niederlagen gegen Marija Scharapowa und Amélie Mauresmo bereits in der Gruppenphase aus. Trotzdem konnte sie die Saison in der Weltrangliste auf Platz fünf abschließen. Im Doppel erzielte sie im selben Jahr sogar mit Position drei ihre bis dahin beste Platzierung im Ranking. Bei den WTA Championships schied sie an der Seite von Jelena Lichowzewa erneut im Halbfinale aus, diesmal gegen Nadja Petrowa und Meghann Shaughnessy.
Am 19. Dezember 2004 wurde sie bei einer Dopingkontrolle während eines Einladungsturniers in Charleroi in der A-Probe positiv auf Ephedrin getestet, was zunächst für Aufsehen sorgte, aber gemäß den Regeln der WTA nicht als Vergehen eingestuft wurde. Kusnezowa hatte nach eigenen Angaben ein Hustenmittel eingenommen, um trotz Erkältung bei dem Turnier antreten zu können.

### Angekommen in der Weltspitze: 2005 bis 2009
Nach einem schwächeren Jahr im Einzel 2005, in dem sie in Melbourne sowie Wimbledon lediglich zweimal ins Viertelfinale vorstieß und bei den US Open als Titelverteidigerin sogar schon in der ersten Runde gegen Jekaterina Bytschkowa ausschied, fiel sie zum Saisonende wieder aus den Top 10 der Weltrangliste heraus. Besser lief es im Doppel, wo sie mit Alicia Molik gemeinsam bei den Australian Open ihren ersten Grand-Slam-Erfolg feiern konnte und im Anschluss auch in Miami triumphierte. An der Seite von Amélie Mauresmo stand sie auch in London erstmals im Endspiel, dort wurden die beiden jedoch von Cara Black und Liezel Huber deutlich geschlagen.
2006 kam Kusnezowa bei ihren ersten zwölf Turnierteilnahmen des Jahres im Einzel mindestens ins Achtelfinale und konnte dabei in Miami, nachdem sie im Finale Marija Scharapowa besiegt hatte, ihren ersten Titel bei einem Tier-I-Turnier verbuchen. Im Endspiel der French Open verpasste sie ihren zweiten Grand-Slam-Titel und verlor gegen Justine Henin-Hardenne. Außerdem gewann sie nach einem Finalerfolg über Marion Bartoli zum dritten Mal in Bali und siegte in der Folgewoche auch erstmals in Peking, wo sie im Endspiel Mauresmo keine Chance ließ. Daneben erreichte sie bei sieben Turnieren das Halbfinale, darunter auch in Rom; dort verlor sie knapp in drei Sätzen gegen Dinara Safina.
Zum zweiten Mal nach 2006 qualifizierte sie sich damit für den Einzelwettbewerb der WTA Championships in Madrid, in dem sie aber nach einem Sieg über Jelena Dementjewa und zwei Niederlagen gegen Kim Clijsters und Marija Scharapowa erneut in der Gruppenphase ausschied. Trotzdem schloss sie die Saison in der Weltrangliste mit Platz vier auf ihrer bis dahin besten Position ab. Das Doppel nahm in ihrer Karriere fortan eine untergeordnete Rolle ein. 2006 konnte sie noch einmal an der Seite von Mauresmo in Eastbourne triumphieren.
Im Jahr 2007 stand Kusnezowa in insgesamt sechs WTA-Finals, von denen sie nur eines in New Haven gewinnen konnte, in dem sie nach einem Satzrückstand von der verletzungsbedingten Aufgabe ihrer Endspielgegnerin Ágnes Szávay profitierte. Im Finale der US Open scheiterte sie anschließend an Justine Henin, zuvor verlor sie schon im Endspiel von Rom gegen Jelena Janković, in Qatar Telecom German Open 2007 musste sie sich im Endspiel Ana Ivanović geschlagen geben und im Finale von Indian Wells unterlag sie Daniela Hantuchová. Dennoch erreichte sie im September mit Platz zwei ihre bisher beste Weltranglistenposition. Bei den WTA Championships 2007 in Madrid musste sie in der Gruppenphase dennoch gleich drei Niederlagen gegen Ivanović, Scharapowa und Hantuchová hinnehmen. 2008 setzte Kusnezowa ihre schwache Finalbilanz fort und konnte bei fünf Endspielteilnahmen keinen Titel gewinnen. So verlor sie gleich zum Saisonauftakt im Finale von Sydney gegen Justine Henin.
Im Endspiel von Dubai erwies sich Jelena Dementjewa als zu stark und im Endspiel von Indian Wells musste sie ihre zweite Finalniederlage gegen Ana Ivanović einstecken. Zum Saisonende verlor sie in Tokio und Peking noch zwei weitere Endspiele gegen Dinara Safina respektive Jelena Janković. Als Weltranglistenachte gelang Kusnezowa dennoch die Qualifikation für die WTA Championships 2008 in Doha, wo sie jedoch wie im Vorjahr mit drei Vorrundenniederlagen gegen Wera Swonarjowa, Jelena Janković und Agnieszka Radwańska die Gruppenphase als Letztplatzierte abschloss. Ihr bestes Grand-Slam-Resultat erzielte sie bei den French Open mit dem Einzug ins Halbfinale, in dem sie abermals Dinara Safina unterlag. Bei den Olympischen Spielen 2008 in Peking schied sie im Einzel bereits in der ersten Runde gegen Li Na aus, im Doppel trat sie zusammen mit Dinara Safina an. Die beiden Topgesetzten verloren jedoch im Viertelfinale gegen Yan Zi und Zheng Jie.
Nach einem wechselhaften Start in das Jahr 2009, erzielte Kusnezowa in Miami das Halbfinale, in dem sie von der späteren Siegerin Wiktoryja Asaranka besiegt wurde. Im Doppel gewann sie dort an der Seite von Amélie Mauresmo ihren 14. Titel. Anschließend spielte sie eine überragende Sandplatzsaison, in der sie in gleich drei Finals ihrer Landsfrau Dinara Safina gegenüberstand. Während Kusnezowa die Begegnung im Endspiel von Stuttgart für sich entscheiden konnte, siegte Safina im Finale von Rom, bevor Kusnezowa bei den French Open mit ihrem zweiten Erfolg ihren zweiten Grand-Slam-Titel erzielen konnte. Zum Saisonende errang sie außerdem in Peking, wo sie sich im Endspiel gegen Agnieszka Radwańska durchsetzen konnte, ihren ersten Sieg bei einem Turnier der Premier-Mandatory-Kategorie. Bei den WTA Championships 2009 folgte das Aus nach zwei Niederlagen gegen Serena und Venus Williams sowie einem Sieg über Jelena Dementjewa erneut in der Gruppenphase. Dennoch überwinterte sie die Saison als Dritte der Weltrangliste.

### Jahre der Inkonstanz: 2010 bis 2015
In den darauffolgenden Jahren kam Kusnezowa nicht mehr an die konstanten Spitzenleistungen der Saisons 2004 bis 2009 heran, wenngleich sie stellenweise ihre Klasse immer wieder unter Beweis stellte. 2010 gewann sie in San Diego nach ihrem zweiten Endspielsieg in Folge gegen Agnieszka Radwańska ihren 13. Einzeltitel auf der WTA-Tour und erreichte im Anschluss das Halbfinale des Roger Cup in Montreal, in dem sie, ebenso wie im Endspiel von Dubai 2011 von Caroline Wozniacki gestoppt wurde.
Nach dem Einzug ins Achtelfinale der Australian Open, das sie im längsten Match der Grand-Slam-Geschichte Francesca Schiavone trotz Abwehr von sechs Matchbällen nach 4 Stunden und 44 Minuten noch mit 4:6, 6:1, 14:16 verlor, blieben ihre Leistungen durchwachsen. In Paris kam sie im gleichen Jahr noch einmal ins Viertelfinale, schied dort aber gegen Marion Bartoli aus. Bei den Australian Open 2012 errang sie zum Auftakt der neuen Saison an der Seite von Wera Swonarjowa ihren zweiten Grand-Slam-Titel im Doppel. Im Finale setzten sich die beiden gegen Roberta Vinci und Sara Errani durch.
Eine Verletzung, wegen der sie die zweite Hälfte der Saison 2012 aussetzen musste, beendete ihre Serie von 40 Grand-Slam-Teilnahmen in Folge. Darüber hinaus verließ Kusnezowa erstmals nach zehn Jahren wieder die Top 50 der Weltrangliste. Im Jahr darauf konnte sie aber unter anderem aufgrund zweier Viertelfinalteilnahmen bei den Australian Open und den French Open, wo sie sich Wiktoryja Asaranka und Serena Williams geschlagen geben musste, in die besten 30 des Rankings zurückkehren. Zum Abschluss der Saison gewann sie beim Kremlin Cup in Moskau mit Samantha Stosur zusammen ihren bislang letzten Doppeltitel auf der WTA-Tour.
2014 erreichte Kusnezowa in Paris ihr siebtes Viertelfinale bei den French Open, in dem sie Simona Halep unterlag. In Washington gewann sie im Anschluss bei einem kleineren Turnier ihren 14. WTA-Einzeltitel und rückte in Peking noch einmal ins Viertelfinale vor, in dem sie gegen die spätere Siegerin Marija Scharapowa verlor. Im Jahr darauf stand sie erstmals im Finale des Premier-Mandatory-Turniers von Madrid, in dem sie Petra Kvitová chancenlos unterlag. Nach Monaten wechselhafter Resultate, überzeugte sie zum Saisonabschluss nach einem Endspielerfolg über Anastassija Pawljutschenkowa mit dem erstmaligen Gewinn des Moskauer Kremlin Cup. Durch den Sieg qualifizierte sie sich 2015 für die WTA Eite Trophy in Zhuhai, bei der sie nach einem Sieg gegen Caroline Wozniacki und einer Niederlage gegen Roberta Vinci jedoch schon in der Vorrunde ausschied.

### Rückkehr in die Top 10: 2016
2016 gelang Kusnezowa, die zum Saisonauftakt in Sydney gegen Mónica Puig ihren 16. WTA-Titel im Einzel feiern konnte, die Rückkehr in die Weltspitze. Nach einer weiteren Finalteilnahme in Miami, bei der sie gegen Wiktoryja Asaranka verlor, erreichte sie in Rom das Viertelfinale sowie bei den French Open und Wimbledon jeweils die vierte Runde. Im Doppel erreichte sie an der Seite von Margarita Gasparjan zum ersten Mal seit 2012 wieder das Halbfinale eines Grand-Slam-Turniers. Dort wurden sie erst von den späteren Siegerinnen Caroline Garcia und Kristina Mladenovic bezwungen.
Mit dem Einzug ins Halbfinale von Wuhan sowie der erfolgreichen Titelverteidigung in Moskau im Endspiel gegen Daria Gavrilova, kehrte Kusnezowa nach sechs Jahren wieder in die Top 10 der Weltrangliste zurück und qualifizierte sich erstmals seit 2009 wieder für die WTA Championships in Singapur, wo sie nach zwei Siegen gegen Agnieszka Radwańska und Karolína Plíšková sowie einer Niederlage gegen Garbiñe Muguruza zum ersten Mal ins Halbfinale vorstieß, in dem sie an Dominika Cibulková scheiterte. Die Saison beendete sie damit als Weltranglistenneunte. Bei den Olympischen Spielen in Rio de Janeiro kam sie im Einzel nach Erfolgen über Wang Qiang und Monica Niculescu ins Achtelfinale, in dem sie von Johanna Konta geschlagen wurde. Im Doppel ging sie gemeinsam mit Darja Kassatkina an den Start; die beiden schieden nach einer Niederlage im Viertelfinale gegen Andrea Hlaváčková und Lucie Hradecká aus.

### Seit 2017
2017 erzielte Kusnezowa ihr bestes Grand-Slam-Ergebnis in London mit dem Einzug ins Viertelfinale, das sie gegen Garbiñe Muguruza verlor. Daneben erreichte sie in Indian Wells erstmals seit 2008 wieder das Endspiel, in dem sie ihrer Landsfrau Jelena Wesnina unterlag, und stand im Halbfinale von Madrid, wo sie sich Kristina Mladenovic geschlagen geben musste. Eine Handverletzung, die sie sich Ende des Jahres zuzog, setzte sie in der Folge bis März 2018 außer Gefecht.
Bei ihrem Comeback in Indian Wells verlor sie, wie auch bei den restlichen drei Grand-Slam-Turnieren der Saison, in der ersten Runde und fiel damit erstmals seit 2002 aus den besten 100 der Weltrangliste heraus. Dennoch konnte sie in Washington nach einem Finalsieg über Donna Vekić zum zweiten Mal nach 2014 triumphieren und ihren bis dahin letzten WTA-Titel erringen.
Infolge einer weiteren Verletzungspause Anfang 2019, von der sie erst zum Beginn der Sandplatzsaison in Lugano zurückkehrte, tat sich Kusnezowa schwer, in den Matchrhythmus zu finden. In Cincinnati stieß sie im August jedoch völlig überraschend nach einem glatten Zweisatzsieg gegen die Weltranglistenerste Ashleigh Barty ins Endspiel vor, das sie gegen Madison Keys verlor. In Wuhan erreichte sie schließlich aus der Qualifikation kommend noch einmal die dritte Runde und beendete das Jahr auf Weltranglistenposition 53. Vor dem coronabedingten Saisonabbruch 2020 stand sie im Halbfinale von Doha, in dem sie der späteren Siegerin Aryna Sabalenka unterlag.
Ihr letztes Turnier bestritt Kusnezowa 2021 in Wimbledon, als sie in der ersten Runde gegen die Qualifikantin Lesley Pattinama Kerkhove aus den Niederlanden mit 3:6, 3:6 verlor.
Ohne ihren Rücktritt zu erklären, spielte Kusnezowa anschließend jedoch keine Turniere mehr. Sie wird seit Juli 2022 nicht mehr in der Weltrangliste geführt.

### Fed-Cup
2004 debütierte Kusnezowa beim 4:1-Vorrundenerfolg über Australien für die russische Fed-Cup-Mannschaft. Seitdem hat sie für ihr Land 40 Begegnungen im Einzel und Doppel bestritten, von denen sie 27 gewinnen konnte (Einzelbilanz 21:11).
Bei der 2:3-Niederlage von Russland im Fed-Cup-Finale 2011 gegen Tschechien, ging sie bei beiden Einzelpartien an den Start und schlug dabei Lucie Šafářová, bevor sie am Tag darauf Petra Kvitová unterlag.
2016 unterlag sie beim Viertelfinalaus gegen die Niederlande Richel Hogenkamp mit 6:7, 7:5 und 10:8.
Mit einer Spieldauer von exakt vier Stunden war es das längste Einzelmatch der Fed-Cup-Geschichte.

## Turniersiege

### Einzel
| Nr. | Datum              | Turnier     | Kategorie             | Belag             | Finalgegnerin                | Ergebnis         |
| --- | ------------------ | ----------- | --------------------- | ----------------- | ---------------------------- | ---------------- |
| 1.  | 11. August 2002    | Espoo       | WTA Tier IV           | Sand              | Denisa Chládková             | 0:6, 6:3, 7:62   |
| 2.  | 29. September 2002 | Bali        | WTA Tier III          | Hartplatz         | Conchita Martínez            | 3:6, 7:64, 7:5   |
| 3.  | 19. Juni 2004      | Eastbourne  | WTA Tier II           | Rasen             | Daniela Hantuchová           | 2:6, 7:62, 6:4   |
| 4.  | 12. September 2004 | US Open     | Grand Slam            | Hartplatz         | Jelena Dementjewa            | 6:3, 7:5         |
| 5.  | 19. September 2004 | Bali        | WTA Tier III          | Hartplatz         | Marlene Weingärtner          | 6:1, 6:4         |
| 6.  | 2. April 2006      | Miami       | WTA Tier I            | Hartplatz         | Maria Scharapowa             | 6:4, 6:3         |
| 7.  | 17. September 2006 | Bali        | WTA Tier III          | Hartplatz         | Marion Bartoli               | 7:5, 6:2         |
| 8.  | 24. September 2006 | Peking      | WTA Tier II           | Hartplatz         | Amélie Mauresmo              | 6:4, 6:0         |
| 9.  | 25. August 2007    | New Haven   | WTA Tier II           | Hartplatz         | Ágnes Szávay                 | 4:6, 3:0 Aufgabe |
| 10. | 3. Mai 2009        | Stuttgart   | WTA Premier           | Sand (Halle)      | Dinara Safina                | 6:4, 6:3         |
| 11. | 6. Juni 2009       | French Open | Grand Slam            | Sand              | Dinara Safina                | 6:4, 6:2         |
| 12. | 11. Oktober 2009   | Peking      | WTA Premier Mandatory | Hartplatz         | Agnieszka Radwańska          | 6:2, 6:4         |
| 13. | 8. August 2010     | San Diego   | WTA Premier           | Hartplatz         | Agnieszka Radwańska          | 6:4, 6:77, 6:3   |
| 14. | 3. August 2014     | Washington  | WTA International     | Hartplatz         | Kurumi Nara                  | 6:3, 4:6, 6:4    |
| 15. | 24. Oktober 2015   | Moskau      | WTA Premier           | Hartplatz (Halle) | Anastassija Pawljutschenkowa | 6:2, 6:1         |
| 16. | 15. Januar 2016    | Sydney      | WTA Premier           | Hartplatz         | Mónica Puig                  | 6:0, 6:2         |
| 17. | 22. Oktober 2016   | Moskau      | WTA Premier           | Hartplatz (Halle) | Daria Gavrilova              | 6:2, 6:1         |
| 18. | 5. August 2018     | Washington  | WTA International     | Hartplatz         | Donna Vekić                  | 4:6, 7:67, 6:2   |

### Doppel
| Nr. | Datum              | Turnier         | Kategorie             | Belag             | Partnerin               | Finalgegnerinnen                         | Ergebnis         |
| --- | ------------------ | --------------- | --------------------- | ----------------- | ----------------------- | ---------------------------------------- | ---------------- |
| 1.  | 27. Juli 2002      | Sopot           | WTA Tier III          | Sand              | Arantxa Sánchez Vicario | Jewgenija Kulikowskaja Ekaterina Sysoeva | 6:2, 6:2         |
| 2.  | 11. August 2002    | Espoo           | WTA Tier IV           | Sand              | Arantxa Sánchez Vicario | Eva Bes María José Martínez Sánchez      | 6:3, 6:75, 6:3   |
| 3.  | 22. September 2002 | Tokio           | WTA Tier II           | Hartplatz         | Arantxa Sánchez Vicario | Petra Mandula Patricia Wartusch          | 6:2, 6:4         |
| 4.  | 5. Januar 2003     | Gold Coast      | WTA Tier III          | Hartplatz         | Martina Navratilova     | Nathalie Dechy Émilie Loit               | 6:4, 6:4         |
| 5.  | 22. Februar 2003   | Dubai           | WTA Tier II           | Hartplatz         | Martina Navratilova     | Cara Black Jelena Lichowzewa             | 6:3, 7:67        |
| 6.  | 18. Mai 2003       | Rom             | WTA Tier I            | Sand              | Martina Navratilova     | Jelena Dokić Nadja Petrowa               | 6:4, 5:7, 6:2    |
| 7.  | 17. August 2003    | Toronto         | WTA Tier I            | Hartplatz         | Martina Navratilova     | María Vento-Kabchi Angelique Widjaja     | 3:6, 6:1, 6:1    |
| 8.  | 28. September 2003 | Leipzig         | WTA Tier II           | Teppich (Halle)   | Martina Navratilova     | Jelena Lichowzewa Nadja Petrowa          | 3:6, 6:1, 6:3    |
| 9.  | 10. Januar 2004    | Gold Coast      | WTA Tier III          | Hartplatz         | Jelena Lichowzewa       | Liezel Huber Magdalena Maleewa           | 6:3, 6:4         |
| 10. | 6. März 2004       | Doha            | WTA Tier II           | Hartplatz         | Jelena Lichowzewa       | Janette Husárová Conchita Martínez       | 7:64, 6:2        |
| 11. | 30. Januar 2005    | Australian Open | Grand Slam            | Hartplatz         | Alicia Molik            | Lindsay Davenport Corina Morariu         | 6:3, 6:4         |
| 12. | 3. April 2005      | Miami           | WTA Tier I            | Hartplatz         | Alicia Molik            | Lisa Raymond Rennae Stubbs               | 7:5, 6:75, 6:2   |
| 13. | 24. Juni 2006      | Eastbourne      | WTA Tier II           | Rasen             | Amélie Mauresmo         | Martina Navratilova Liezel Huber         | 6:2, 6:4         |
| 14. | 5. April 2009      | Miami           | WTA Premier Mandatory | Hartplatz         | Amélie Mauresmo         | Květa Peschke Lisa Raymond               | 4:6, 6:3, [10:3] |
| 15. | 27. Januar 2012    | Australian Open | Grand Slam            | Hartplatz         | Wera Swonarewa          | Sara Errani Roberta Vinci                | 5:7, 6:4, 6:3    |
| 16. | 20. Oktober 2013   | Moskau          | WTA Premier           | Hartplatz (Halle) | Samantha Stosur         | Alla Kudrjawzewa Anastasia Rodionova     | 6:1, 1:6, [10:8] |

## Karrierestatistik und Turnierbilanz
Einzel
Die letzte Aktualisierung erfolgte am Saisonende 2021.
| Turnier                      | 2000              | 2001              | 2002              | 2003              | 2004              | 2005              | 2006              | 2007              | 2008              | 2009              | 2010              | 2011              | 2012              | 2013              | 2014              | 2015              | 2016             | 2017              | 2018              | 2019              | 2020              | 2021             | Titel / Teiln. | Titel / Teiln. |
| ---------------------------- | ----------------- | ----------------- | ----------------- | ----------------- | ----------------- | ----------------- | ----------------- | ----------------- | ----------------- | ----------------- | ----------------- | ----------------- | ----------------- | ----------------- | ----------------- | ----------------- | ---------------- | ----------------- | ----------------- | ----------------- | ----------------- | ---------------- | -------------- | -------------- |
| Australian Open              | –                 | –                 | 2                 | 1                 | 3                 | VF                | AF                | AF                | 3                 | VF                | AF                | AF                | 3                 | VF                | 1                 | 1                 | 2                | AF                | –                 | –                 | 2                 | 2                | 0 / 18         | 0 / 18         |
| French Open                  | –                 | –                 | –                 | 1                 | AF                | AF                | F                 | VF                | HF                | S                 | 3                 | VF                | AF                | VF                | VF                | 2                 | AF               | AF                | 1                 | 1                 | 1                 | 1                | 1 / 19         | 1 / 19         |
| Wimbledon                    | –                 | –                 | Q2                | VF                | 1                 | VF                | 3                 | VF                | AF                | 3                 | 2                 | 3                 | 1                 | –                 | 1                 | 2                 | AF               | VF                | 1                 | 1                 | n. a.             | 1                | 0 / 17         | 0 / 17         |
| US Open                      | –                 | –                 | 3                 | 3                 | S                 | 1                 | AF                | F                 | 3                 | AF                | AF                | AF                | –                 | 3                 | 1                 | 1                 | 2                | 2                 | 1                 | 1                 | –                 | –                | 1 / 17         | 1 / 17         |
| WTA Finals                   | –                 | –                 | –                 | –                 | RR                | –                 | RR                | RR                | RR                | RR                | –                 | –                 | –                 | –                 | –                 | –                 | HF               | –                 | –                 | –                 | n. a.             | –                | 0 / 6          | 0 / 6          |
| Doha                         | n. a. bzw. a. K.  | n. a. bzw. a. K.  | n. a. bzw. a. K.  | n. a. bzw. a. K.  | n. a. bzw. a. K.  | n. a. bzw. a. K.  | n. a. bzw. a. K.  | n. a. bzw. a. K.  | AF                | n. a. bzw. a. K.  | n. a. bzw. a. K.  | n. a. bzw. a. K.  | AF                | AF                | –                 | a. K.             | 2                | a. K.             | –                 | a. K.             | HF                | a. K.            | 0 / 5          | 0 / 5          |
| Dubai                        | n. a. bzw. a. K.  | n. a. bzw. a. K.  | n. a. bzw. a. K.  | n. a. bzw. a. K.  | n. a. bzw. a. K.  | n. a. bzw. a. K.  | n. a. bzw. a. K.  | n. a. bzw. a. K.  | n. a. bzw. a. K.  | 2                 | AF                | F                 | andere Kategorie  | andere Kategorie  | andere Kategorie  | 2                 | a. K.            | –                 | a. K.             | –                 | a. K.             | AF               | 0 / 5          | 0 / 5          |
| Indian Wells                 | –                 | –                 | –                 | 3                 | VF                | VF                | –                 | F                 | F                 | 2                 | 2                 | 2                 | 3                 | 3                 | 3                 | 3                 | 2                | F                 | 2                 | –                 | n. a.             | –                | 0 / 15         | 0 / 15         |
| Miami                        | –                 | –                 | –                 | 2                 | AF                | AF                | S                 | AF                | HF                | HF                | AF                | 3                 | 2                 | 3                 | 2                 | AF                | F                | AF                | 2                 | –                 | n. a.             | 1                | 1 / 17         | 1 / 17         |
| Charleston                   | n. a.             | –                 | –                 | –                 | –                 | –                 | VF                | –                 | –                 | andere Kategorie  | andere Kategorie  | andere Kategorie  | andere Kategorie  | andere Kategorie  | andere Kategorie  | andere Kategorie  | andere Kategorie | andere Kategorie  | andere Kategorie  | andere Kategorie  | andere Kategorie  | andere Kategorie | 0 / 1          | 0 / 1          |
| Berlin                       | –                 | –                 | –                 | 2                 | VF                | VF                | VF                | F                 | AF                | n. a. bzw. a. K.  | n. a. bzw. a. K.  | n. a. bzw. a. K.  | n. a. bzw. a. K.  | n. a. bzw. a. K.  | n. a. bzw. a. K.  | n. a. bzw. a. K.  | n. a. bzw. a. K. | n. a. bzw. a. K.  | n. a. bzw. a. K.  | n. a. bzw. a. K.  | n. a. bzw. a. K.  | n. a. bzw. a. K. | 0 / 6          | 0 / 6          |
| Madrid                       | n. a. bzw. a. K.  | n. a. bzw. a. K.  | n. a. bzw. a. K.  | n. a. bzw. a. K.  | n. a. bzw. a. K.  | n. a. bzw. a. K.  | n. a. bzw. a. K.  | n. a. bzw. a. K.  | n. a. bzw. a. K.  | 2                 | 1                 | 1                 | 1                 | AF                | 2                 | F                 | 1                | HF                | 1                 | 2                 | n. a.             | –                | 0 / 11         | 0 / 11         |
| Rom                          | –                 | –                 | –                 | AF                | VF                | 2                 | HF                | F                 | AF                | F                 | 2                 | 1                 | 1                 | 1                 | 2                 | –                 | VF               | AF                | 2                 | –                 | AF                | –                | 0 / 16         | 0 / 16         |
| San Diego                    | andere Kategorie  | andere Kategorie  | andere Kategorie  | andere Kategorie  | AF                | AF                | –                 | –                 | n. a. bzw. a. K.  | n. a. bzw. a. K.  | n. a. bzw. a. K.  | n. a. bzw. a. K.  | n. a. bzw. a. K.  | n. a. bzw. a. K.  | n. a. bzw. a. K.  | n. a. bzw. a. K.  | n. a. bzw. a. K. | n. a. bzw. a. K.  | n. a. bzw. a. K.  | n. a. bzw. a. K.  | n. a. bzw. a. K.  | n. a. bzw. a. K. | 0 / 2          | 0 / 2          |
| Kanada                       | –                 | –                 | –                 | 1                 | –                 | AF                | VF                | VF                | VF                | 2                 | HF                | 1                 | –                 | 1                 | 1                 | –                 | VF               | 2                 | –                 | AF                | n. a.             | –                | 0 / 13         | 0 / 13         |
| Cincinnati                   | n. a. bzw. a. K.  | n. a. bzw. a. K.  | n. a. bzw. a. K.  | n. a. bzw. a. K.  | n. a. bzw. a. K.  | n. a. bzw. a. K.  | n. a. bzw. a. K.  | n. a. bzw. a. K.  | n. a. bzw. a. K.  | AF                | 1                 | AF                | –                 | 1                 | AF                | –                 | VF               | VF                | 2                 | F                 | –                 | –                | 0 / 9          | 0 / 9          |
| Tokio                        | –                 | –                 | –                 | –                 | –                 | HF                | –                 | –                 | F                 | 2                 | 2                 | –                 | –                 | VF                | n. a. bzw. a. K.  | n. a. bzw. a. K.  | n. a. bzw. a. K. | n. a. bzw. a. K.  | n. a. bzw. a. K.  | n. a. bzw. a. K.  | n. a. bzw. a. K.  | n. a. bzw. a. K. | 0 / 5          | 0 / 5          |
| Moskau                       | –                 | –                 | –                 | AF                | VF                | VF                | AF                | HF                | VF                | andere Kategorie  | andere Kategorie  | andere Kategorie  | andere Kategorie  | andere Kategorie  | andere Kategorie  | andere Kategorie  | andere Kategorie | andere Kategorie  | andere Kategorie  | andere Kategorie  | andere Kategorie  | andere Kategorie | 0 / 6          | 0 / 6          |
| Peking                       | nicht ausgetragen | nicht ausgetragen | nicht ausgetragen | nicht ausgetragen | nicht ausgetragen | nicht ausgetragen | nicht ausgetragen | nicht ausgetragen | nicht ausgetragen | S                 | 1                 | 2                 | –                 | 2                 | VF                | AF                | AF               | 1                 | –                 | 1                 | n. a.             | n. a.            | 1 / 9          | 1 / 9          |
| Wuhan                        | nicht ausgetragen | nicht ausgetragen | nicht ausgetragen | nicht ausgetragen | nicht ausgetragen | nicht ausgetragen | nicht ausgetragen | nicht ausgetragen | nicht ausgetragen | nicht ausgetragen | nicht ausgetragen | nicht ausgetragen | nicht ausgetragen | nicht ausgetragen | 2                 | 1                 | HF               | 2                 | –                 | AF                | n. a.             | n. a.            | 0 / 5          | 0 / 5          |
| Zürich                       | –                 | –                 | –                 | Q3                | –                 | 1                 | HF                | VF                | n. a. bzw. a. K.  | n. a. bzw. a. K.  | n. a. bzw. a. K.  | n. a. bzw. a. K.  | n. a. bzw. a. K.  | n. a. bzw. a. K.  | n. a. bzw. a. K.  | n. a. bzw. a. K.  | n. a. bzw. a. K. | n. a. bzw. a. K.  | n. a. bzw. a. K.  | n. a. bzw. a. K.  | n. a. bzw. a. K.  | n. a. bzw. a. K. | 0 / 3          | 0 / 3          |
| Olympische Spiele            | –                 | nicht ausgetragen | nicht ausgetragen | nicht ausgetragen | VF                | nicht ausgetragen | nicht ausgetragen | nicht ausgetragen | 1                 | nicht ausgetragen | nicht ausgetragen | nicht ausgetragen | –                 | nicht ausgetragen | nicht ausgetragen | nicht ausgetragen | AF               | nicht ausgetragen | nicht ausgetragen | nicht ausgetragen | nicht ausgetragen | –                | 0 / 3          | 0 / 3          |
| Billie Jean King Cup         | –                 | –                 | –                 | –                 | S                 | –                 | –                 | S                 | S                 | HF                | HF                | F                 | HF                | –                 | –                 | F                 | PO               | –                 | –                 | –                 | –                 | –                | 3 / 9          | 3 / 9          |
| Statistik                    | Statistik         | Statistik         | Statistik         | Statistik         | Statistik         | Statistik         | Statistik         | Statistik         | Statistik         | Statistik         | Statistik         | Statistik         | Statistik         | Statistik         | Statistik         | Statistik         | Statistik        | Statistik         | Statistik         | Statistik         | Statistik         | Statistik        | S/N            | Sieg%          |
| Turnierteilnahmen            | 5                 | 7                 | 16                | 18                | 22                | 17                | 22                | 19                | 19                | 18                | 17                | 19                | 12                | 18                | 19                | 20                | 22               | 17                | 14                | 13                | 7                 | 9                | Gesamt: 350    | Gesamt: 350    |
| Erreichte Finals             | 0                 | 2                 | 2                 | 0                 | 7                 | 1                 | 5                 | 6                 | 5                 | 4                 | 1                 | 1                 | 0                 | 0                 | 2                 | 2                 | 3                | 1                 | 1                 | 1                 | 0                 | 0                | Gesamt: 44     | Gesamt: 44     |
| Gewonnene Titel              | 0                 | 1                 | 2                 | 0                 | 3                 | 0                 | 3                 | 1                 | 0                 | 3                 | 1                 | 0                 | 0                 | 0                 | 1                 | 1                 | 2                | 0                 | 1                 | 0                 | 0                 | 0                | Gesamt: 19     | Gesamt: 19     |
| Hartplatz-Siege/-Niederlagen | 1:1               | 1:1               | 19:4              | 18:12             | 40:14             | 11:9              | 37:11             | 31:12             | 31:16             | 24:11             | 20:11             | 23:15             | 11:7              | 28:15             | 15:11             | 16:12             | 33:17            | 17:11             | 7:5               | 11:6              | 5:4               | 5:6              | 404:211        | 66 %           |
| Sand-Siege/-Niederlagen      | 3:3               | 15:4              | 28:10             | 3:3               | 12:5              | 6:2               | 19:6              | 16:4              | 10:3              | 17:3              | 3:4               | 7:4               | 5:5               | 8:4               | 12:5              | 7:4               | 9:3              | 9:4               | 3:5               | 5:6               | 2:3               | 0:1              | 199:91         | 69 %           |
| Rasen-Siege/-Niederlagen     | 0:0               | 0:0               | 1:1               | 4:1               | 4:1               | 8:4               | 4:2               | 4:1               | 3:2               | 2:2               | 3:2               | 4:2               | 0:1               | 0:0               | 0:1               | 5:3               | 3:2              | 6:2               | 1:3               | 0:1               | 0:0               | 0:2              | 52:33          | 61 %           |
| Teppich-Siege/-Niederlagen   | 2:1               | 0:1               | 0:0               | 1:2               | 4:3               | 4:2               | 0:1               | 4:3               | 0:0               | 0:0               | 0:0               | 0:0               | 0:0               | 0:0               | 0:0               | 0:0               | 0:0              | 0:0               | 0:0               | 0:0               | 0:0               | 0:0              | 15:13          | 54 %           |
| Gesamt-Siege/-Niederlagen    | 6:5               | 16:6              | 48:15             | 26:18             | 60:23             | 29:17             | 60:20             | 55:20             | 44:21             | 43:16             | 26:17             | 34:21             | 16:13             | 36:19             | 27:17             | 28:19             | 45:22            | 32:17             | 11:13             | 16:13             | 7:7               | 5:9              | 670:348        | 66 %           |
| Sieg%                        | 55 %              | 73 %              | 76 %              | 59 %              | 72 %              | 63 %              | 75 %              | 73 %              | 68 %              | 73 %              | 60 %              | 62 %              | 55 %              | 65 %              | 61 %              | 60 %              | 67 %             | 65 %              | 46 %              | 55 %              | 50 %              | 36 %             | Gesamt:        | 66 %           |
| Jahresendposition            | 889               | 259               | 43                | 36                | 5                 | 18                | 4                 | 2                 | 8                 | 3                 | 27                | 19                | 72                | 21                | 28                | 25                | 9                | 12                | 107               | 54                | 36                | 107              | N/A            | N/A            |

Zeichenerklärung: S = Turniersieg; F, HF, VF, AF = Einzug ins Finale / Halbfinale / Viertelfinale / Achtelfinale; 1, 2, 3 = Ausscheiden in der 1. / 2. / 3. Hauptrunde; RR = Round Robin (Gruppenphase); n. a. = nicht ausgetragen; a. K. = andere Kategorie; PO (Playoff) = Auf- und Abstiegsrunde im Billie Jean King Cup; K1, K2, K3 = Teilnahme in der Kontinentalgruppe I, II, III im Billie Jean King Cup.
Anmerkung: Diese Statistik berücksichtigt alle Ergebnisse im Einzel, so wie es auf der WTA-Seite steht. Dargestellt sind nur WTA-Turniere der Kategorie Tier I (bis 2008), die WTA-Turniere der Kategorien Premier Mandatory und Premier 5 (2009–2020) bzw. die WTA-Turniere der Kategorie 1000 (seit 2021).

## Abschneiden bei Grand-Slam-Turnieren

### Doppel
Die Tabelle listet die Ergebnisse der Grand-Slam-Turniere, der Tour Championships, der Olympischen Spiele, des Fed Cups bzw Billie Jean King Cups und der Turniere folgender Kategorien auf: 1990–2008: Tier I, 2009–2020: Premier Mandatory und Premier 5, ab 2021: WTA 1000.
| Turnier           | 2001 | 2002 | 2003 | 2004 | 2005 | 2006 | 2007 | 2008 | 2009 | 2010 | 2011 | 2012 | 2013 | 2014 | 2015 | 2016 | 2017 | 2018 | Karriere |
| ----------------- | ---- | ---- | ---- | ---- | ---- | ---- | ---- | ---- | ---- | ---- | ---- | ---- | ---- | ---- | ---- | ---- | ---- | ---- | -------- |
| Australian Open   | —    | —    | AF   | F    | S    | AF   | 2    | 2    | 1    | AF   | —    | S    | 2    | 2    | AF   | AF   | —    | —    | 2 × S    |
| French Open       | —    | —    | AF   | F    | 2    | —    | —    | —    | —    | —    | 2    | —    | 2    | 1    | —    | HF   | AF   | 2    | 1 × F    |
| Wimbledon         | —    | 1    | VF   | VF   | F    | 2    | VF   | —    | AF   | 2    | —    | —    | —    | —    | —    | 1    | VF   | —    | 1 × F    |
| US Open           | —    | 2    | F    | F    | VF   | —    | —    | —    | —    | —    | —    | —    | 2    | —    | 1    | —    | —    | —    | 2 × F    |
| WTA Finals        | —    | —    | HF   | HF   | —    | —    | —    | —    | —    | —    | —    | —    | —    | —    | —    | —    | —    | —    | 2 × HF   |
| Doha              |      |      |      |      |      |      |      | —    |      |      |      | —    | —    | —    |      | —    |      | —    | —        |
| Dubai             |      |      |      |      |      |      |      |      | —    | AF   | HF   |      |      |      | —    |      | —    |      | 1 × HF   |
| Indian Wells      | —    | —    | AF   | F    | 1    | —    | —    | AF   | AF   | —    | 1    | 1    | 1    | HF   | AF   | 1    | VF   | —    | 1 × F    |
| Miami             | —    | —    | HF   | F    | S    | HF   | AF   | VF   | S    | 1    | AF   | AF   | HF   | 1    | —    | 1    | VF   | —    | 2 × S    |
| Charleston        | —    | —    | —    | —    | —    | —    | —    | —    |      |      |      |      |      |      |      |      |      |      | —        |
| Rom               | —    | —    | S    | —    | —    | —    | —    | —    | —    | —    | —    | —    | 1    | 1    | —    | 1    | 1    | AF   | 1 × S    |
| Madrid            |      |      |      |      |      |      |      |      | —    | —    | AF   | 1    | VF   | AF   | —    | VF   | 1    | —    | 2 × VF   |
| Berlin            | —    | —    | VF   | AF   | —    | —    | VF   | —    |      |      |      |      |      |      |      |      |      |      | 2 × VF   |
| San Diego         |      |      |      | —    | —    | —    | —    |      |      |      |      |      |      |      |      |      |      |      | —        |
| Cincinnati        |      |      |      |      |      |      |      |      | —    | —    | AF   | —    | —    | —    | —    | —    | —    | —    | 1 × AF   |
| Kanada            | —    | —    | S    | —    | VF   | —    | VF   | 1    | AF   | —    | 1    | —    | 1    | —    | —    | 1    | —    | —    | 1 × S    |
| Tokio             | —    | —    | —    | —    | —    | —    | —    | —    | 1    | —    | —    | —    | —    |      |      |      |      |      | 1 × 1R   |
| Wuhan             |      |      |      |      |      |      |      |      |      |      |      |      |      | —    | 1    | AF   | —    | —    | 1 × AF   |
| Zürich            | —    | —    | —    | —    | 1    | 1    | —    |      |      |      |      |      |      |      |      |      |      |      | 2 × 1R   |
| Peking            |      |      |      |      |      |      |      |      | AF   | —    | —    | —    | 1    | —    | 1    | —    | —    | —    | 1 × AF   |
| Moskau            | VF   | —    | HF   | 1    | 1    | VF   | —    | —    |      |      |      |      |      |      |      |      |      |      | 1 × HF   |
| Olympische Spiele |      |      |      | AF   |      |      |      | VF   |      |      |      | —    |      |      |      | VF   |      |      | 2 × VF   |
| Fed Cup           |      |      |      | S    |      |      | S    | S    | HF   | HF   | F    | HF   |      |      | F    | PO   |      |      | 3 × S    |

Zeichenerklärung: S = Turniersieg; F, HF, VF, AF = Einzug ins Finale, Halb-, Viertel-, Achtelfinale; 1, 2, 3 = Ausscheiden in der 1., 2., 3. Haupt- / Finalrunde; Q1, Q2, Q3 = Ausscheiden in der 1., 2. 3. Qualifikationsrunde; KF (kleines Finale) = unterlegen im Spiel um Platz drei; RR = Round Robin (Gruppenphase); nicht ausgetragen oder andere Kategorie; PO (Playoff), P2 = Auf-/Abstiegsrunde zur Weltgruppe I/II im Fed Cup; W2, K1, K2, K3 = Teilnahme in der Weltgruppe II, Kontinentalgruppe I, II, III im Fed Cup.

### Mixed
| Turnier         | 2003 | 2004 | 2005 | 2006 | 2007 | 2008 | 2009 | 2010 | 2011 | 2012 | 2013 | 2014 | Karriere |
| --------------- | ---- | ---- | ---- | ---- | ---- | ---- | ---- | ---- | ---- | ---- | ---- | ---- | -------- |
| Australian Open | 1    | —    | —    | —    | —    | —    | —    | —    | —    | —    | —    | 1    | 1        |
| French Open     | AF   | —    | —    | —    | —    | —    | —    | —    | —    | —    | —    | —    | AF       |
| Wimbledon       | VF   | —    | —    | —    | —    | —    | —    | —    | —    | —    | —    | —    | VF       |
| US Open         | —    | —    | —    | —    | —    | —    | —    | —    | —    | —    | —    | —    | —        |